# Ophrys kotschyi
Ophrys kotschyi là một loài thực vật có hoa trong họ Lan. Loài này được H.Fleischm. & Soó mô tả khoa học đầu tiên năm 1926.

## Hình ảnh

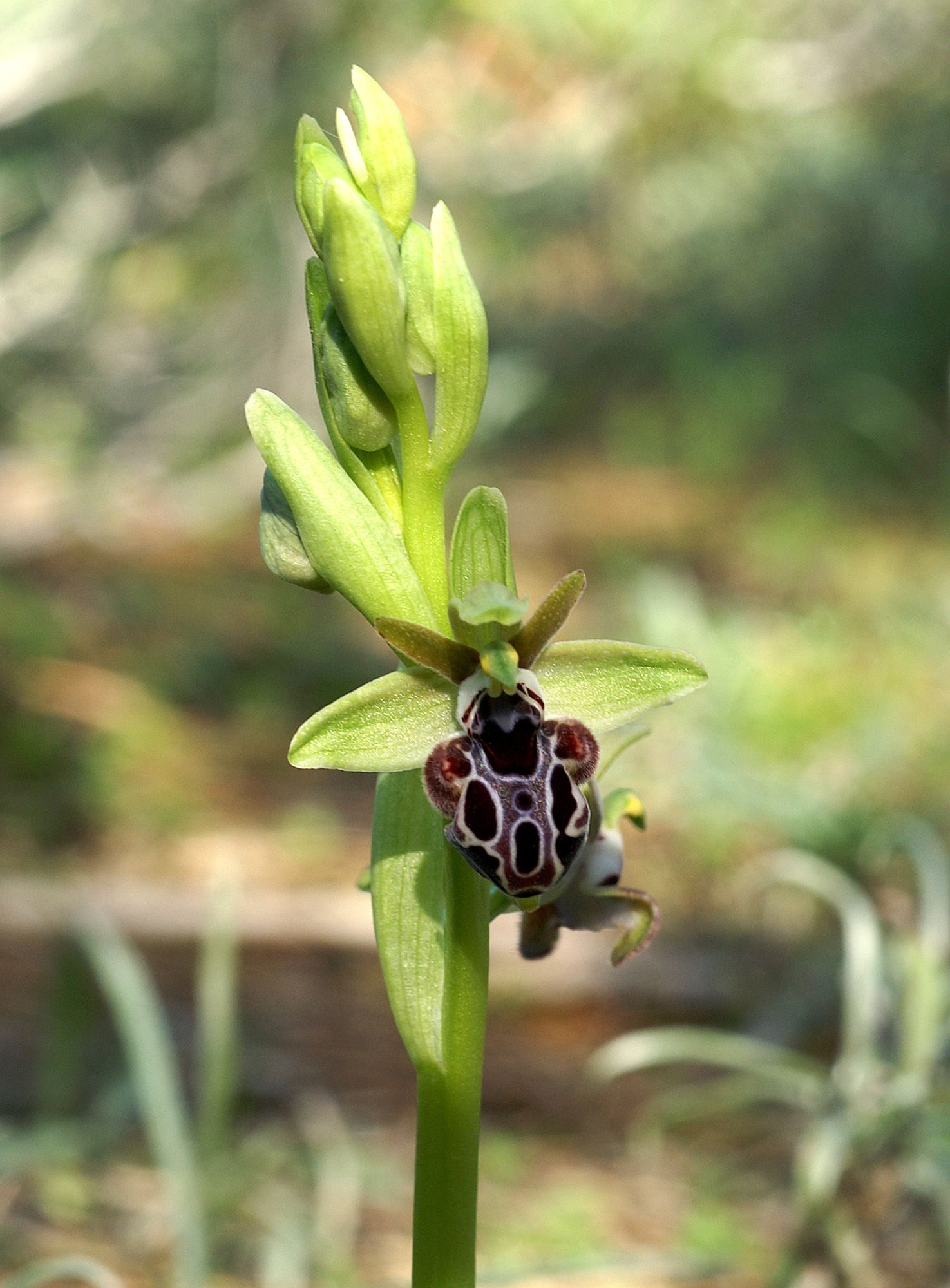
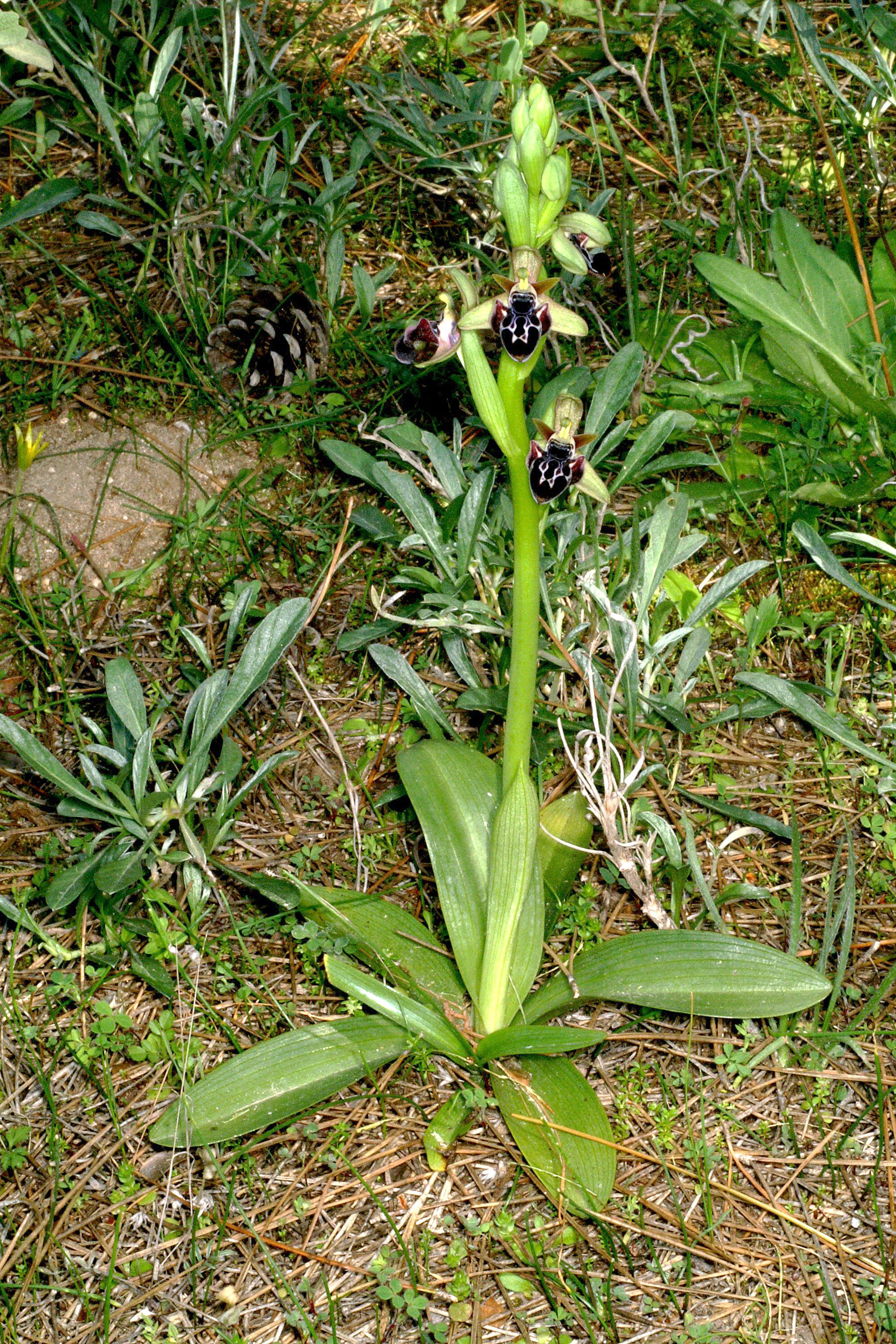
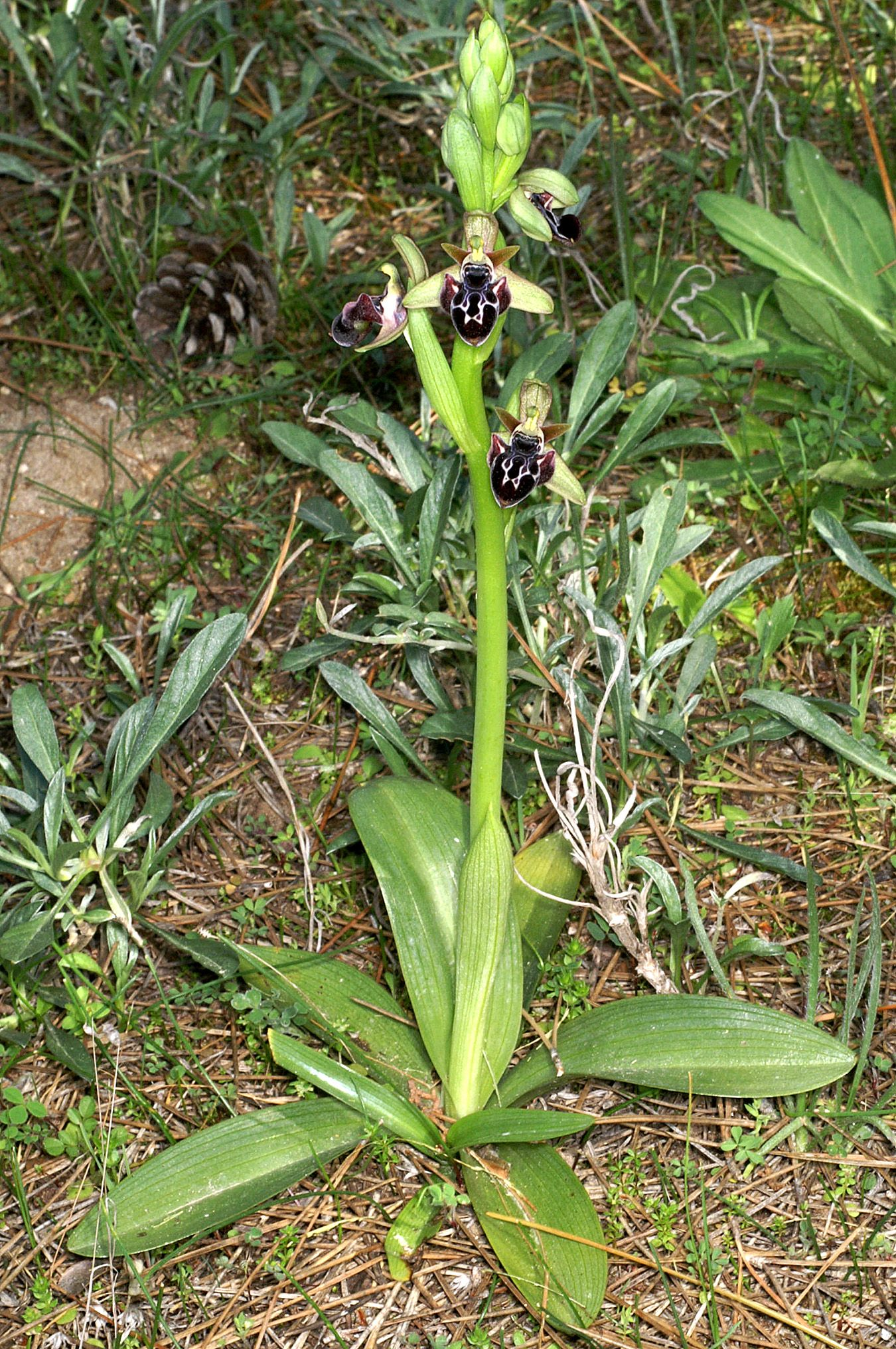
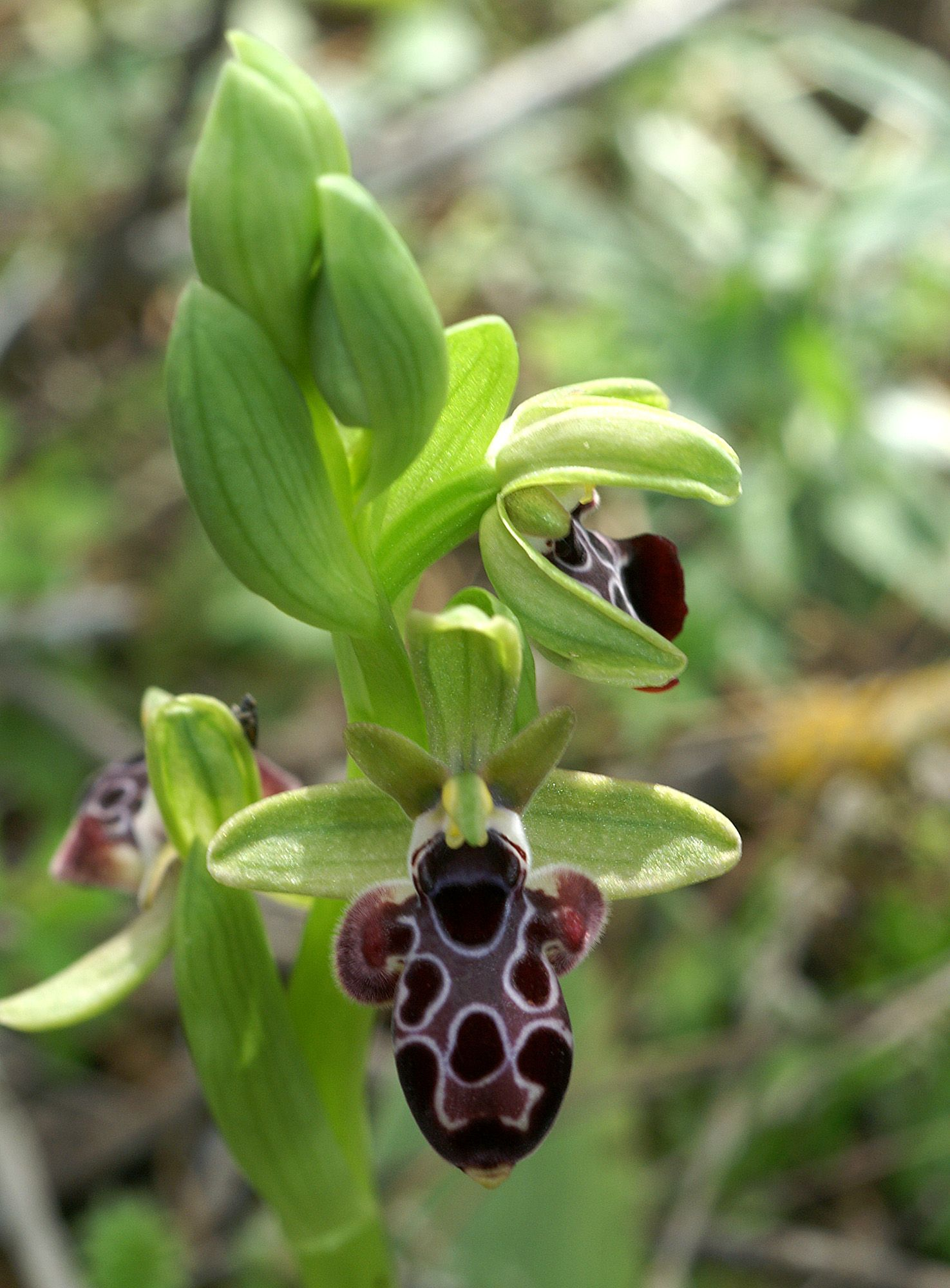